# Чемпионат мира по конькобежному спорту 1902
Чемпионат мира по конькобежному спорту в классическом многоборье среди мужчин 1902 года прошёл 22—23 февраля в Хельсингфорсе (Великое княжество Финляндское, Российская Империя). В нём приняли участие 11 спортсменов из 3 стран.
Франц Ватен защищал чемпионский титул, но так как никто из спортсменов не выиграл забеги на трёх дистанциях из четырёх, что по правилам соревнований необходимо для получения титула, чемпион определён не был. Серебряные и бронзовые медали не присуждались.

## Результаты
| Место | Имя                | Страна    | 500 м     | 5000 м       | 1500 м      | 10000 м     |
| ----- | ------------------ | --------- | --------- | ------------ | ----------- | ----------- |
| (1)   | Рудольф Гундерсен  | Норвегия  | 47,0 (1)  | 9.32,0 (3)   | 2.34,4 (1)  | 20.19,6 (5) |
| (2)   | Юсси Вииникайнен   | Финляндия | 49,8 (3)  | 9.20,6 (1)   | 2.40,4 (5)  | 19.09,4 (1) |
| (3)   | Йохан Шварц        | Норвегия  | 50,0 (4)  | 9.21,4 (2)   | 2.37,0 (2)  | 19.35,8 (3) |
| (4)   | Сигурд Матисен     | Норвегия  | 52,6 (8)  | 9.38,6 (6)   | 2.43,0 (7)  | 19.13,0 (2) |
| (5)   | Франц Шиллинг      | Австрия   | 54,0 (10) | 9.35,8 (5)   | 2.43,0 (7)  | 20.05,6 (4) |
| (6)   | Франц Ватен        | Финляндия | 49,6 (2)  | 9.32,0 (3)   | 2.39,8 (4)  | NF          |
| (7)   | Тойво Тилландер    | Финляндия | 50,6 (5)  | 9.51,4 (7)   | 2.39,0 (3)  | NS          |
| (8)   | Вальтер Йоханссон  | Финляндия | 51,6 (6)  | 10.10,6 (8)  | 2.42,2 (6)  | NS          |
| (9)   | Арвид Андерссон    | Финляндия | 52,2 (7)  | 10.27,4 (10) | 2.46,8 (10) | NS          |
| (10)  | Уно Эклунд         | Финляндия | 52,8 (9)  | 10.22,6 (9)  | 2.44,6 (9)  | NS          |
| (11)  | Теодор Бальчевский | Финляндия | 54.8 (11) | NS           | NS          | NS          |

 жирным шрифтом — лучшее время
(в скобках) — место в забеге
NF = Не финишировал
 NS = Не стартовал
Источник: SpeedSkatingStats.com